# M47 Dragon
«Дракон» (англ. Dragon, армейский индекс — M47, общевойсковой индекс — FGM-77) — американский переносной противотанковый ракетный комплекс (ПТРК) второго поколения. 
Предназначен для уничтожения бронетехники и защищённых объектов (типа бункер, дот, дзот) и низколетящих вертолётов. 
Может десантироваться парашютным способом, будучи пришвартованным к телу военнослужащего (Dragon Jump Pack) вместе с другими предметами индивидуального снаряжения.

## История
Разработка среднего противотанкового ракетного комплекса (промежуточного между лёгкими противотанковыми гранатомётами и тяжёлыми противотанковыми комплексами, обслуживаемыми расчётом) для замены 90-мм безоткатного орудия велась в конце 1950-х — первой половине 1960-х гг. различными американскими компаниями с различным успехом. Проекты переносных ПТРК в инициативном порядке или с государственной финансовой поддержкой разрабатывались корпорациями «Ченс-Воут» (LAMS), «Дуглас эйркрафт» (ARBALIST), «Булова» (POLCAT), «Америкэн рокет» (Thunderstick), «Мартин» (Tomahawk) а также некий засекреченный проект сверхскоростной противотанковой ракеты «Локхид эйркрафт» (Hyper-Velocity Direct-Fire Antitank Weapon), возникший как побочный продукт работы над противоракетой «Спринт» и курировавшийся Агентством по перспективным оборонным научно-исследовательским разработкам (АРПА) и другие национальные производители вооружения, одновременно с продукцией которых рассматривались варианты закупок иностранных аналогов (прежде всего французских, швейцарских и шведских).. 
Ближе всех к постановке опытного прототипа на вооружение приблизилась корпорация «Макдоннелл эйркрафт» со своим ротным противотанковым комплексом «MAW», который весил примерно столько же, сколько будущий «Dragon», обеспечивал поражение танков противника на расстояниях от пятисот до полутора тысяч ярдов. Указанный проект вырос из захода  «Макдоннелл» в конкурс на разработку тяжёлого ПТРК «TOW» (по итогам которого предпочтение было отдано образцу «Хьюз эйркрафт»), который был существенно уменьшен в массе и размерах, оптимизирован для ношения вручную одним стрелком.
Конкуренцию ему на этом этапе составлял аналогичный по своим ТТХ комплекс с самонаводящейся ракетой, разрабатывавшийся армейскими инженерами-ракетчиками Редстоунского арсенала совместно с военными лабораториями компании «Форд-инструмент» (подразделение корпорации «Сперри-Рэнд»). С целью снижения эффекта вибрации пусковой трубы в момент пуска и стабилизации движений оператора при наведении ракеты на цель, осенью 1964 года конструктора оснастили один из опытных прототипов «MAW» выдвижным сошником, — этот прототип впоследствии и отэволюционировал к комплексу под названием «Dragon», указанная конструктивная особенность стала характерной для всех последующих его модификаций. В итоге, летом 1965 года до окончания этапа совместных стрельб (к тому времени было отстреляно 13 из 15 опытных ракет) предпочтение было отдано образцу «Макдоннелл эйркрафт», работы над редстоунским прототипом были прекращены. На этом этапе на горизонте материализовался в качестве конкурента ранее секретный ПТРК от «Локхид эйркрафт» (Viper) массой 11,3 кг с гиперзвуковой скоростью полёта ракеты 1030 м/сек. Тем не менее, в Управлении ракетных войск решили, что столь революционным образцам ВВТ ещё рано поступать в армейский арсенал, в кругах близких к армейскому командованию дали понять, что вопрос принятия «MAW» на вооружение — дело уже решённое, попутно с этим, офицеры Управления начальника научно-исследовательской работы армии запросили Конгресс об увеличении бюджетного финансирования проекта. В начале марта 1966 года получила контракт на сумму $485 тыс. на доработку комплекса «MAW» под армейские требования, были уточнены и скорректированы требования тактико-технического задания к перспективному образцу В сентябре того же года был заключён $1,5-миллионный контракт. Стрельбовые испытания комплекса были назначены к проведению на весну 1968 года, на полигоне расположенном на мысе Кеннеди, штат Флорида. Разработка ПТРК М47 «Dragon» (конкретно под таким названием) была завершена «Макдоннелл эйркрафт» в конце 1968 — начале 1969 года. В первой половине 1967 года «Макдоннелл» и «Дуглас» объединились, сформировав новую корпорацию «Макдоннелл Дуглас», тем временем, боевая масса комплекса была доведена до 27 фунтов (12,2 кг). Принятие комплекса на вооружение затянулось, поскольку в это время как раз происходила эскалация Вьетнамской войны (где не было танковых баталий), внимание армейского командования было приковано к другим проектам вооружения, более актуальным с точки зрения применения в условиях ведения противопартизанских боевых действий в джунглях (все национальные военно-промышленные компании бросились спешно восполнять пробел в нише противопартизанского вооружения).
Испытания ракет для «Дрэгон» с кумулятивной боевой частью стартовали в мае 1971 года в Редстоунском арсенале. Первый выстрел по стационарной цели дал прямое попадание. К тому времени, комплекс весил уже 30,6 фунтов и имел армейский индекс XM47. 
Приёмочные испытания (research & development tests / acceptance tests) завершились к началу 1972 года, весной 1972 года начались доводочные испытания (engineering tests / expanded service tests) с целью выявления и устранения обнаруженных недостатков.

## Модификации
|             |             |             |             |             |             |  |  |                     |                     |                     |                     |                     |                     |  |  | HAW (1964) | HAW (1964) | HAW (1964) | HAW (1964) | HAW (1964) | HAW (1964) |  |  |               |               |               |               |                     |               |               |  | AHAMS (1978)     | AHAMS (1978)     | AHAMS (1978)     | AHAMS (1978)     | AHAMS (1978)     | AHAMS (1978)     |  |  |                   |                   |                   |                   |                   |                   |
|             |             |             |             |             |             |  |  |                     |                     |                     |                     |                     |                     |  |  | HAW (1964) | HAW (1964) | HAW (1964) | HAW (1964) | HAW (1964) | HAW (1964) |  |  |               |               |               |               |                     |               |               |  | AHAMS (1978)     | AHAMS (1978)     | AHAMS (1978)     | AHAMS (1978)     | AHAMS (1978)     | AHAMS (1978)     |  |  |                   |                   |                   |                   |                   |                   |
| BRAT (1959) | BRAT (1959) | BRAT (1959) | BRAT (1959) | BRAT (1959) | BRAT (1959) |  |  | Tow Sidekick (1961) | Tow Sidekick (1961) | Tow Sidekick (1961) | Tow Sidekick (1961) | Tow Sidekick (1961) | Tow Sidekick (1961) |  |  | MAW (1964) | MAW (1964) | MAW (1964) | MAW (1964) | MAW (1964) | MAW (1964) |  |  | Dragon (1967) | Dragon (1967) | Dragon (1967) | Dragon (1967) | Dragon (1967)       | Dragon (1967) |               |  | Dragon II (1980) | Dragon II (1980) | Dragon II (1980) | Dragon II (1980) | Dragon II (1980) | Dragon II (1980) |  |  | Dragon III (1989) | Dragon III (1989) | Dragon III (1989) | Dragon III (1989) | Dragon III (1989) | Dragon III (1989) |
| BRAT (1959) | BRAT (1959) | BRAT (1959) | BRAT (1959) | BRAT (1959) | BRAT (1959) |  |  | Tow Sidekick (1961) | Tow Sidekick (1961) | Tow Sidekick (1961) | Tow Sidekick (1961) | Tow Sidekick (1961) | Tow Sidekick (1961) |  |  | MAW (1964) | MAW (1964) | MAW (1964) | MAW (1964) | MAW (1964) | MAW (1964) |  |  | Dragon (1967) | Dragon (1967) | Dragon (1967) | Dragon (1967) | Dragon (1967)       | Dragon (1967) |               |  | Dragon II (1980) | Dragon II (1980) | Dragon II (1980) | Dragon II (1980) | Dragon II (1980) | Dragon II (1980) |  |  | Dragon III (1989) | Dragon III (1989) | Dragon III (1989) | Dragon III (1989) | Dragon III (1989) | Dragon III (1989) |
|             |             |             |             |             |             |  |  |                     |                     |                     |                     |                     |                     |  |  |            |            |            |            |            |            |  |  |               |               |               |               | Tank Breaker (1978) |               |               |  |                  |                  |                  |                  |                  |                  |  |  |                   |                   |                   |                   |                   |                   |
|             |             |             |             |             |             |  |  |                     |                     |                     |                     |                     |                     |  |  |            |            |            |            |            |            |  |  |               |               |               |               |                     |               |               |  |                  |                  |                  |                  |                  |                  |  |  |                   |                   |                   |                   |                   |                   |
|             |             |             |             |             |             |  |  |                     |                     |                     |                     |                     |                     |  |  |            |            |            |            |            |            |  |  |               |               |               |               |                     |               | IMAAWS (1981) |  |                  |                  |                  |                  |                  |                  |  |  |                   |                   |                   |                   |                   |                   |
|             |             |             |             |             |             |  |  |                     |                     |                     |                     |                     |                     |  |  |            |            |            |            |            |            |  |  |               |               |               |               |                     |               |               |  |                  |                  |                  |                  |                  |                  |  |  |                   |                   |                   |                   |                   |                   |
|             |             |             |             |             |             |  |  |                     |                     |                     |                     |                     |                     |  |  |            |            |            |            |            |            |  |  |               |               |               |               |                     |               |               |  | SMAW (1983)      |                  |                  |                  |                  |                  |  |  |                   |                   |                   |                   |                   |                   |
|             |             |             |             |             |             |  |  |                     |                     |                     |                     |                     |                     |  |  |            |            |            |            |            |            |  |  |               |               |               |               |                     |               |               |  |                  |                  |                  |                  |                  |                  |  |  |                   |                   |                   |                   |                   |                   |

На международной выставке вооружения прошедшей в октябре 1992 года в Афинах, фирма «McDonnell Douglas» впервые представила противотанковые ракетные комплексы (ПТРК) средней дальности «Dragon-2» и «Dragon-2+».
Основное отличие ПТРК «Dragon-2» от базового варианта заключается в новой ракете. Ракета «Dragon-2» оснащена более мощной кумулятивной БЧ с повышенной бронепробиваемостью (до 950 мм), была разработана и модификация «Dragon-2+» . Фирма предлагает своим покупателям возможность модернизации комплексов «Dragon-1» и «Dragon-2» до уровня ПТРК «Dragon-2+». Разработка комплекса «Dragon-3» была прекращена в 1989 году, как официально заявлено — вследствие недостатка ассигнований.
Комплекс применялся во время ирано-иракской войны, а также во время операции «Буря в пустыне» против Ирака в 1991 году.
В американской армии и частях морской пехоты постепенно замещался ПТРК FGM-148 Javelin.
Американской военной промышленностью за период с 1975 г. выпущено ок. 7 тыс. КПБ и 50 тыс. ракет всех модификаций.
Копия этого комплекса, под названием Saeghe 2, а также её модифицированные версии Seaghe 3 и 4 производятся в Иране.

## Тактико-технические характеристики
Источники информации: The Infantry Platoon and Squad (Infantry, Airborne, Air Assault, Ranger). 1980. C-13.
| Комплекс                                     | Комплекс                                     | MAW                                     | Dragon                                  | Dragon II                               | Dragon II+                              |
| -------------------------------------------- | -------------------------------------------- | --------------------------------------- | --------------------------------------- | --------------------------------------- | --------------------------------------- |
| Наведение                                    | Наведение                                    | полуавтоматическое по линии визирования | полуавтоматическое по линии визирования | полуавтоматическое по линии визирования | полуавтоматическое по линии визирования |
| Управление ракетой                           | Управление ракетой                           | по проводу                              | по проводу                              | по проводу                              | по проводу                              |
| Дальность стрельбы, м                        | Дальность стрельбы, м                        | 460…1370                                |                                         | 65…950                                  | 65…1000                                 |
| Время полета ракеты на дальность 1000 м, сек | Время полета ракеты на дальность 1000 м, сек |                                         |                                         | 11,5                                    | 6,2                                     |
| Время полета ракеты на дальность 1500 м, сек | Время полета ракеты на дальность 1500 м, сек |                                         |                                         |                                         | 8,6                                     |
| Масса комплекса в боевом положении, кг       | с дневным прицелом                           | 12,2                                    | 15,3                                    | 15,4                                    | 17,7                                    |
| Масса комплекса в боевом положении, кг       | с ночным прицелом                            | не предусмотрен                         | 20,76                                   | 22,1                                    | 24,6                                    |
| Масса пусковой трубы с ракетой, кг           | при транспортировке                          |                                         |                                         | 12,9                                    | 15,5                                    |
| Масса пусковой трубы с ракетой, кг           | в боевом положении                           |                                         |                                         | 12,3                                    | 14,8                                    |
| Масса командно-пускового блока, кг           | с дневным прицелом                           |                                         |                                         | 3,1                                     | 2,9                                     |
| Масса командно-пускового блока, кг           | с ночным прицелом                            |                                         |                                         | 9,8                                     | 9,8                                     |
| Длина пусковой трубы, мм                     | Длина пусковой трубы, мм                     |                                         | 1154                                    | 1154                                    | 1154                                    |
| Длина ракеты, мм                             | Длина ракеты, мм                             |                                         | 852                                     | 852                                     | 852                                     |
| Диаметр пусковой трубы, мм                   | Диаметр пусковой трубы, мм                   |                                         | 292                                     | 292                                     | 292                                     |
| Диаметр корпуса ракеты, мм                   | Диаметр корпуса ракеты, мм                   |                                         | 127                                     | 127                                     | 127                                     |
| Стартовая масса ракеты, кг                   | Стартовая масса ракеты, кг                   |                                         | 11,4                                    | 10,07                                   | 10,07                                   |

## Страны-эксплуатанты
- Иран — неустановленное количество ракет находилось на вооружении армии с 1970-х гг[21]. Нелицензионная копия выпускается под обозначением Saeghe 2.
- Ливан — Saeghe 2 иранского производства в небольшом количестве имеются у Хезболлы.
- Марокко —  состоят на вооружении с 1970-х гг.[22] Некоторое количество оставалось на вооружении королевской гвардии на 2023 год;[23]
- Судан — некоторое количество Seaghe 2 иранского происхождения получено из Йемена. Бо́льшая часть передана Силам быстрой поддержки.
- Таиланд — 300 ракет на вооружении армии[24] и неустановленное количество на вооружении морской пехоты на 2023 год;[25]
- Хуситы — неустановленное количество ракет, захваченных во время гражданской войны[20]. Ещё какое-то количество Saeghe 2 куплено у Ирана в 2010-х.

### Сняли с вооружения
- Израиль — неустановленное количество ракет находилось на вооружении армии с 1970-х гг.[21]Пусковые устройства собирались IMI по лицензии.
- Иордания — состояли на вооружении армии  с 1970-х гг.[26] Списаны в 2010-х, но неустановленное количество ракет оставалось на хранении на 2014 год;[27]
- Ирак — имелось неустановленное количество трофейных ракет, захваченных во время ирано-иракской войны; конфискованы после оккупации страны коалиционными силами США и НАТО.
- Испания — несколько сот комплексов находилось на вооружении армии и морской пехоты с 1970-х гг.[28]Обозначались как Sistema de misiles contracarro (MCC) M47 Dragon. Сняты с вооружения в 2009 году, заменены на ПТРК Spike
- Йеменская Арабская Республика — неустановленное количество закуплено в 1979-1980 гг.[29] перешли на баланс центрального правительства (НДРЙ) после завершения гражданской войны и объединения страны
- Йемен — 24 ПТРК с ракетами на вооружении армии на 2014 год[30], списаны к 2023 году.[31]
- Кувейт — поставлены из США в 1990 году, несколько десятков ракет оставалось на вооружении армии на 2014 год.[32]Списаны к 2023 году.[33]
- Саудовская Аравия —  более 1 тысячи ракет имелось на вооружении армии[34] и неустановленное количество на вооружении национальной гвардии. Оставались на вооружении как минимум до 2018 года, но были списаны к 2023.[35]
- Нидерланды — 350 единиц ПТРК заказано в 1977 году, поставлены на вооружение бронетанковых частей сухопутных войск и морской пехоты ВМС. Сняты с вооружения в августе 2001, заменены на ПТРК Spike
- США — начали поступать на вооружение в 1975, на пике имелось 7 тысяч ПУ. Последние ракеты из запасов проданы в Саудовскую Аравию в 2009 году. M47 Dragon и его модификации были полностью замещены ПТРК Javelin в профессиональных частях Армии и КМП США в 2001 году

-  Армия США — снят с вооружения в середине 1990-х. Официально обозначались как Dragon Weapon Guided Missile System, Surface Attack: M47 (Medium Antitank / Assault Weapon System).
-  Корпус морской пехоты США — снят с вооружения в 2000 году. Помимо FGM-148, для компенсации противотанковых возможностей использовались SRAW.
-  Национальная гвардия США — снят с вооружения вооружения в 2006-2008 годах

- Швейцария — 11 тысяч ракет закуплено в 1979-1981 годах, на вооружении армии[37] получили обозначение Panzerabwehr-Lenkwaffe Boden-Boden (PAL BB) 77. Оставались боеспособными до середины 2000-х. Заменены на ПТРК NLAW в 2017 году.